# Ліберальний фемінізм
Ліберальний фемінізм (англ. Liberal feminism) — індивідуалістична форма фемінізму, яка фокусується на здатності жінок боротися за рівність з чоловіками за допомогою своїх дій і вибору. Джерелами нерівності бачить гендерні стереотипи та знецінювання жінок, сегрегацію праці за статтю. Засобами правового захисту жінок висуває гендерно-нейтральну освіту, позитивні дії, відповідальне батьківство. Серед позитивних внесків: привернув увагу до дискримінації жінок і стратифікації, жінок у публічній сфері.
Ліберальні феміністки стверджують, що суспільство має помилкову думку про те, що жінки, за своєю природою, менш інтелектуально та фізично розвинені, ніж чоловіки. Таким чином, суспільство дискримінує жінок в науці, освіті, на ринку праці та публічних дискусійних платформах. Ліберальні феміністки вважають, що «жіноча підпорядкованість викликана набором виховних та правових обмежень, які сильно ускладнюють досягнення успіху жінками». Ліберальні феміністки домагаються гендерної рівності з допомогою своєї політичної і правової програми.
Таким чином, головною метою ліберального фемінізму є прагнення жінок отримати рівні права людини в різних сферах життєдіяльності, доступ до державного апарату, бажання робити вибір, не підкоряючись при цьому волі чоловіків.
Ліберальний фемінізм домагається рівності жінок та чоловіків через політичні і правові реформи без зміни структури суспільства. Ліберальний фемінізм використовує особисту взаємодію між чоловіками і жінками як відправну точку, від якої йде перетворення суспільства. На думку ліберальних феміністок, всі жінки повинні мати право бути рівними з чоловіками.
Багато в чому така позиція виходить з класичної концепції Просвітництва про побудову суспільства на принципах розуму і рівності можливостей. Застосування цих принципів до жінок поклало основу ліберального фемінізму, що розвивався в XIX столітті такими вченими, як Джон Стюарт Мілл, Елізабет Кеді Стентон. Тому особливо важливим для них було питання про право власності для жінки як одне з основних прав, що гарантують незалежність жінки від чоловіка.
Виходячи з цього, зміни становища жінок можуть здійснюватися без радикальної зміни суспільних структур, як це припускають інші напрямки фемінізму. Для ліберальних феміністок важливі такі питання: право на аборт, питання про сексуальні домагання, можливість рівноправного голосування, рівність в освіті, «рівна оплата за рівну працю», доступність догляду за дітьми, медичного обслуговування, залучення уваги до проблеми сексуального та побутового насильства стосовно жінок.
Критика ліберального фемінізму фокусується на його відмови від протистояння агресору та неамбіційних цілях. Кетрін Роттенберг стверджувала, що неоліберальна сорочка в ліберальному фемінізмі призвела до того, що це індивідуальна форма фемінізму, а не колективна, і до відмови від соціальної нерівності. Через це вона стверджує, що ліберальний фемінізм не може запропонувати будь-якого стійкого аналізу структури чоловічого домінування, влади чи привілеїв.

## Представниці
18-те століття:

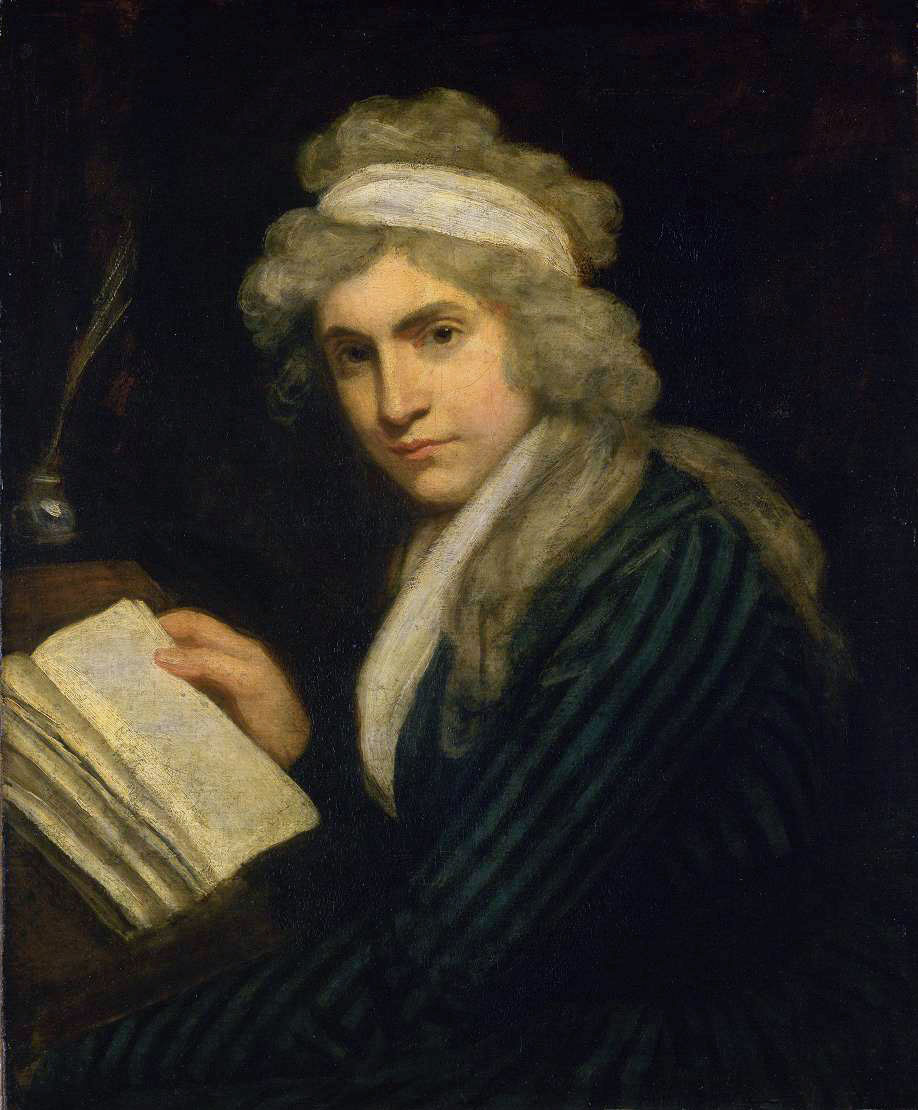
Мері Волстонкрафт

- Мері Волстонкрафт (1759—1797), «На захист прав жінок» (1792 р.)
- Джудіт Сарджент Мюррей[en] (1751—1820)
- Френсіс Райт (1795—1852)

19-те століття: 
- Джон Стюарт Мілль (1806—1873), «Поневолення жінок» (1851 р.)
- Гаррієт Тейлор-Мілль (1806—1858)
- Елізабет Кеді Стентон (1815—1902), «Декларація переконань» (1848 р.)
- Гаррієт Табмен (1822—1913)
- Сьюзен Ентоні (1820—1906)
- Люсі Стоун (1818—1893)
- Джозефіна Батлер (1828—1906)

20-те століття та сучасність: 
- Бетті Фрідан (1921—2006), «Загадка жіночності» (1963 р.)
- Марта Нуссбаум (нар. 1947 р.)
- Наомі Вульф (нар. 1962 р.)
- Ребекка Вокер (нар. 1969 р.)